# Вишневская, Надежда Александровна
Надежда Александровна Вишне́вская (1925—2007) — советский и украинский литературовед.

## Биография
Родилась 27 декабря 1927 года в Горенке (ныне Киево-Святошинский район, Киевская область, Украина). Её отец был работником лесничества, мать — учительницей. До начала Великой Отечественной войны успела окончить девять классов Горенской школы, с родителями находилась на оккупированной территории; отец умер в 1943 году. В 1944 году окончила 10-й класс в киевской средней школе № 6.
В 1949 году окончила КГУ имени Т. Г. Шевченко — украинское отделение. До 1953 года работала учителем в Новошепелицкой средней школе.
В 1953—1956 годах проходила аспирантуру при кафедре украинской литературы КГПИ имени А. М. Горького. Защитила диссертацию «Творчество Павла Тычины 1911—1941 гг. и русская литература».
В 1956—1958 годах работала редактором в Гослитиздате Украины
В 1958—1985 годах работает в Институте литературы имени Т. Г. Шевченко АН УССР. Кандидат филологических наук (1960). Входила в состав текстологической комиссии Собрания сочинений И. Я. Франко в 50 томах. Принимала участие в подготовке всех томов упорядочила и написала тексты к томам 15, 18, 26, 33, 35, 49, последние четыре — в соавторстве.
Принимала участие в составлении сочинений А. И. Белецкого, И. Нечуя-Левицкого, Языка, И. Я. Франко, Панаса Мирного, Леси Украинки, А. Е. Крымского, А. Л. Метлинского, Н. И. Костомарова.
Умерла 9 октября 2007 года.

## Награды и премии
- Государственная премия УССР имени Т. Г. Шевченко (1988) — за разработку научных принципов, составление, подготовку текстов и комментарии собрания сочинений И. Я. Франко в 50 томах